# Neidingen (Sankt Vith)
Neidingen is een dorp in Lommersweiler, deelgemeente van de stad Sankt Vith in de Belgische provincie Luik.
Neidingen ligt anderhalve kilometer ten noordwesten van het dorpscentrum van Lommersweiler en meer dan drie kilometer ten zuiden van het stadscentrum van Sankt Vith. Anderhalve kilometer ten noordwesten ligt het dorpje Galhausen. Neidingen ligt langs het riviertje de Braunlauf .

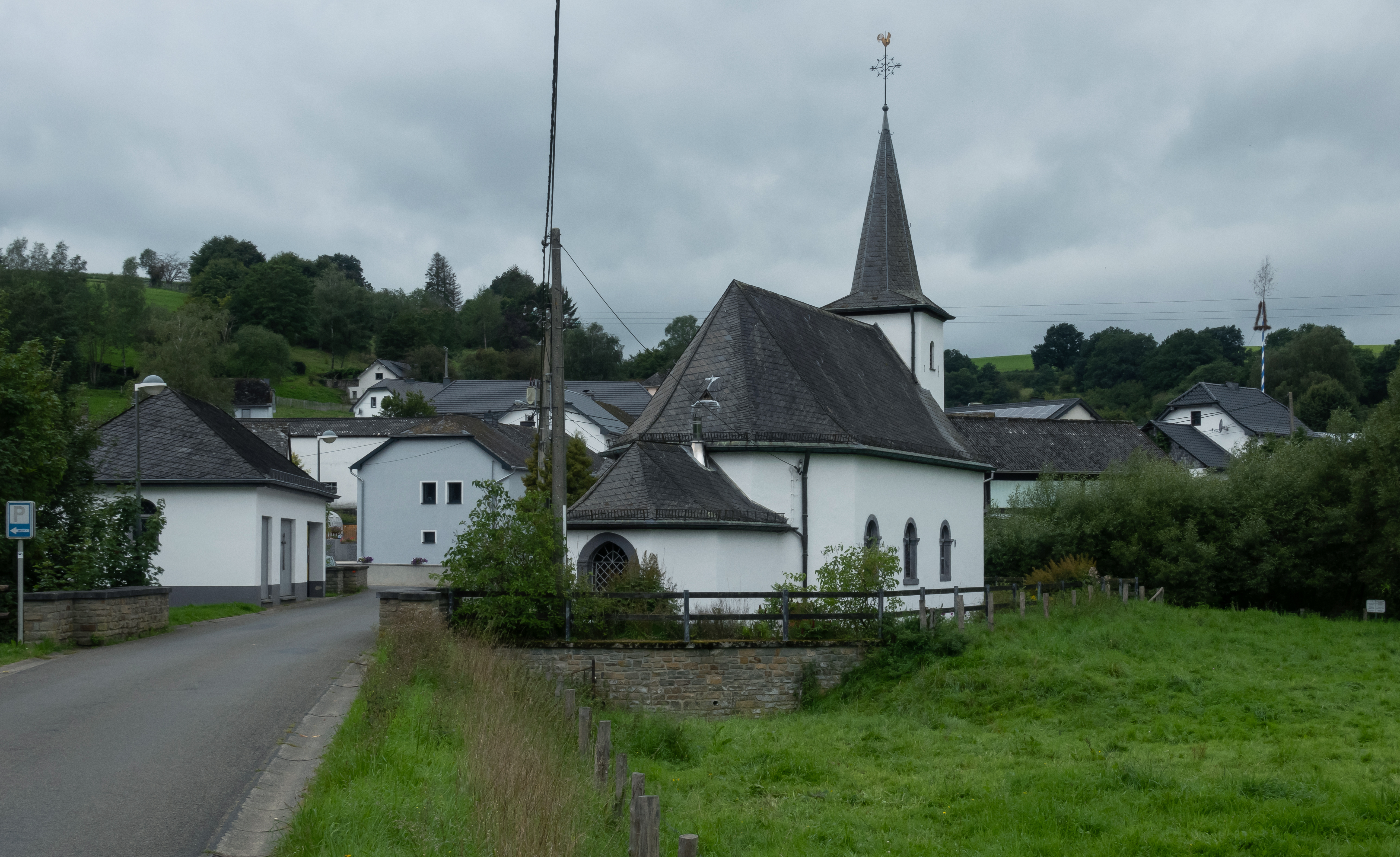
Zicht op Neidingen

## Geschiedenis
De Ferrariskaart uit de jaren 1770 toont hier het dorpje Neidingen.
Op het eind van het ancien régime, toen tijdens de Franse bezetting eind 18de eeuw de gemeenten werden gecreëerd, werd het dorp ondergebracht in de gemeente Lommersweiler. Na de Franse bezetting ging het gebied naar Pruisen.
Na de Eerste Wereldoorlog werd de plaats met de Oostkantons bij België aangehecht.
Bij de gemeentelijke fusies van 1977 kwam Neidingen met Lommersweiler bij de gemeente Sankt Vith.

## Bezienswaardigheden
- Sint-Antoniuskapel, een klein kerkje met voorgebouwde toren.

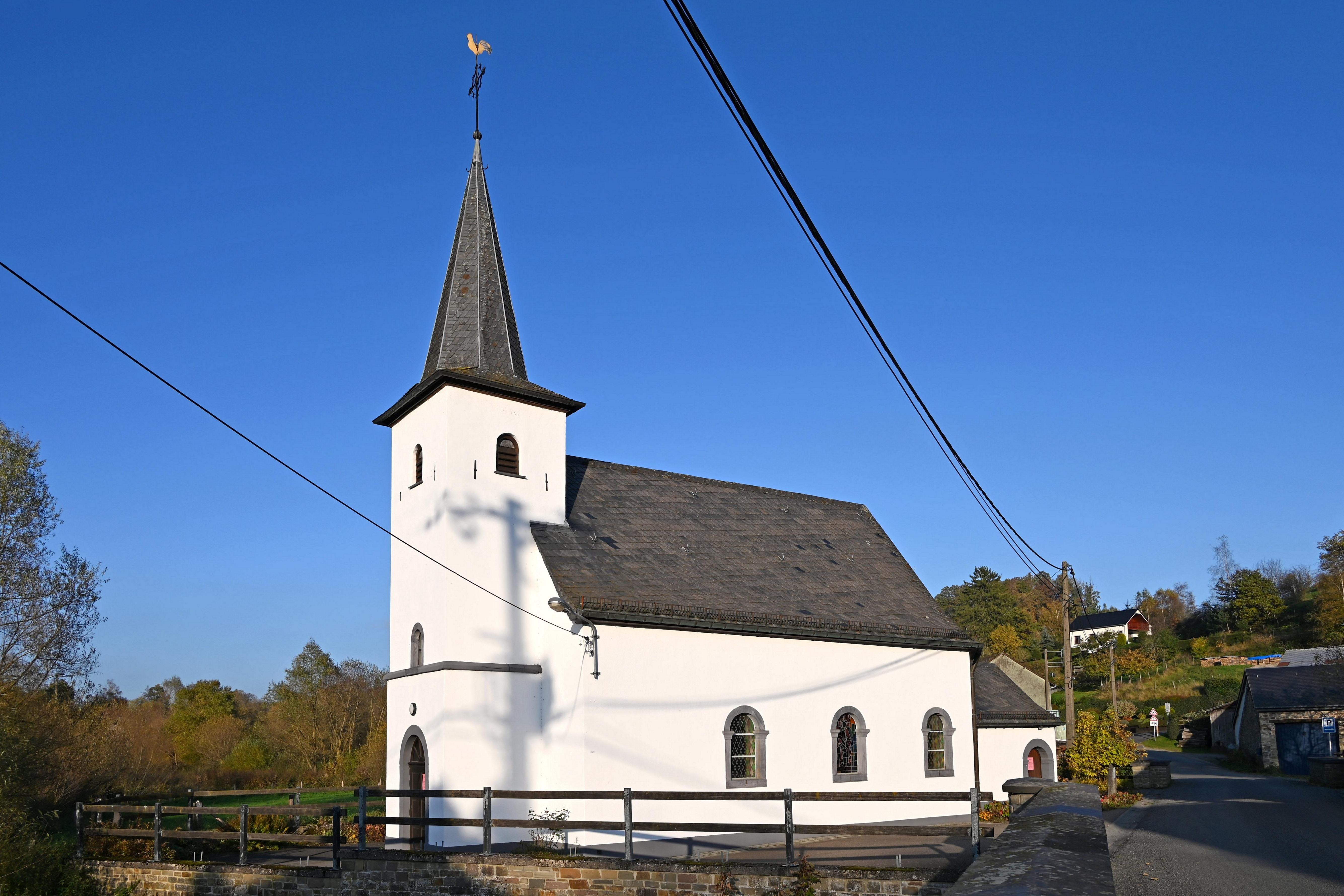
Sankt-Antonius-Kapelle

## Verkeer en vervoer
Neidingen ligt aan de vroegere Vennbahn, tegenwoordig een fietspad.
Anderhalve kilometer ten noorden en oosten het dorp ligt de autosnelweg A27/E42.

## Nabijgelegen kernen
Lommersweiler, Wiesenbach, Steinebrück
Deelgemeenten: Crombach · Lommersweiler · Recht · Sankt Vith · Schönberg

Overige kernen: Alfersteg · Amelscheid · Andler · Atzerath · Breitfeld · Eiterbach · Emmels (Nieder-Emmels · Ober-Emmels) · Galhausen · Heuem · Hinderhausen · Hünningen · Mackenbach · Neidingen · Neubrück · Neundorf ·  Rödgen · Rodt · Schlierbach · Setz · Steinebrück · Wallerode · Weppeler · Wiesenbach

Belgische gemeenten · Duitstalige Gemeenschap · Arrondissement Verviers · Luik · Wallonië